# Adobe Media Server
Adobe Media Server (AMS) là máy chủ dữ liệu và phương tiện độc quyền của Adobe Systems (ban đầu là sản phẩm Macromedia). Máy chủ này hoạt động với Flash Player và thời gian chạy HTML5 để tạo các RIA đa phương tiện (Ứng dụng Internet phong phú). Máy chủ sử dụng ActionScript 1, ngôn ngữ kịch bản dựa trên ECMAScript, cho logic phía máy chủ. Trước phiên bản 2, nó được gọi là Flash Communication Server. Trước phiên bản 5, nó được gọi là Flash Media Server.

## lịch sử
Vào ngày 16 tháng 3 năm 2002, Macromedia đã phát hành Flash Player 6. Phiên bản này bao gồm tất cả các chức năng cho một máy chủ chưa được phát hành có tên Flash Communication Server MX.
Phiên bản 1.0 được phát hành vào ngày 9 tháng 7 năm 2002  và bao gồm tất cả các tính năng cơ bản tạo nên sản phẩm, bao gồm các đối tượng NetConnection, SharedObject và NetStream.
Phiên bản 1.5 được phát hành vào ngày 27 tháng 3 năm 2003  cung cấp cho máy chủ HTTP Tunneling, hỗ trợ Linux và phiên bản dành cho nhà phát triển miễn phí.
Phiên bản 2.0 được phát hành vào ngày 15 tháng 11 năm 2005.  Máy chủ được đổi tên thành Flash Media Server cho bản dựng này để minh họa rõ hơn những gì máy chủ làm; tuy nhiên, số phiên bản không được đặt lại. Phiên bản 2.0 mang đến sự hỗ trợ để phát trực tuyến codec video mới trong Flash Player 8, VP6 của On2. Tuy nhiên, r (kể từ phiên bản 10.1) vẫn chỉ có thể mã hóa thành codec Spark. Phiên bản 2.0 cũng giới thiệu các máy chủ có nguồn gốc cạnh, một kiến trúc doanh nghiệp tùy chọn giúp đơn giản hóa việc cân bằng tải. Thời gian chạy Actioncript phía máy chủ cũng nhận được các bản cập nhật với sự hỗ trợ cho các hoạt động XML, XMLSocket, SOAP và File.
Phiên bản 3.0 được phát hành vào ngày 4 tháng 12 năm 2007
Phiên bản 3.5 được phát hành vào ngày 13 tháng 1 năm 2009. Nó cũng bao gồm một máy chủ "phát triển" miễn phí.
Phiên bản 4.0 được phát hành vào ngày 13 tháng 9 năm 2010 và giới thiệu hỗ trợ 64 bit đầy đủ, truyền phát đa kênh an toàn hơn, phát đa hướng IP, kết hợp đa hướng, kết nối mạng hỗ trợ, bộ đệm nâng cao, mã thời gian tuyệt đối, cải tiến RTMP QoS, phát triển trình phát đơn giản, chuyển đổi nhanh hơn với RTMP Dynamic Streaming và máy chủ HTTP tích hợp.
Phiên bản 5.0 được phát hành vào ngày 8 tháng 10 năm 2012.

## Sử dụng
- Video theo yêu cầu, truyền phát video được lưu trữ trên máy chủ đến máy khách flash.
- Real Time Communication, một ứng dụng đòi hỏi sự hợp tác giữa nhiều khách hàng, chẳng hạn như phòng trò chuyện hoặc trò chơi nhiều người chơi.

## Chức năng
Adobe Media Server là một trung tâm. Các ứng dụng dựa trên video Flash / HTML5 kết nối với trung tâm bằng Giao thức nhắn tin thời gian thực (RTMP). Máy chủ có thể gửi và nhận dữ liệu đến và từ người dùng được kết nối với trình phát trực tuyến FLV hoặc HTML5 trực tuyến được cài đặt. Các máy khách được kết nối có thể thực hiện các cuộc gọi thủ tục từ xa (RPC) ở phía máy chủ và máy chủ có thể gọi các phương thức trên các máy khách cụ thể. SharedObject có thể được sử dụng để đồng bộ hóa các cấu trúc dữ liệu phức tạp và gọi các phương thức từ xa trên nhiều máy khách trong một lần bằng cách cho các máy khách đăng ký vào một đối tượng chia sẻ. Các đối tượng ActionScript tiêu chuẩn được vận chuyển qua NetConnection bằng Định dạng thông điệp hành động (AMF) được xử lý trong suốt bởi máy chủ và máy khách flash.
Máy chủ cũng cho phép người dùng nhận và xuất bản các luồng net. Khi xem luồng mạng, người dùng có thể tự tạo luồng để xem Flash Video HTML5 (FLV) được lưu trữ từ xa hoặc máy chủ có thể khởi tạo luồng mạng và phát video trên đó, phương thức sau có nghĩa là mọi người dùng sẽ giống nhau trỏ vào video khi họ đăng ký video vì tất cả họ đang xem cùng một luồng.